# Phonogramm (Sprachwissenschaft)
Ein Phonogramm ist ein Graphem, welches ein Phonem oder eine Kombination von Phonemen repräsentiert.
Beispiele für Phonogramme sind die Buchstaben des lateinischen Alphabets, die Kana der japanischen Schrift oder auch die Symbole der IPA-Lautschrift. 
Im Gegensatz zu Phonogrammen repräsentieren Logogramme Bedeutungs-Einheiten (also Morpheme oder ganze Wörter), während Determinative stumme Zeichen sind, mit denen semantische Kategorien markiert werden. 
Daneben gibt es Logophonogramme und Phonologogramme. So ist bei der Kurzschreibweise 'N8' für 'Nacht' die Ziffer '8' zunächst ein Logogramm für das Wort 'Acht', und dieses wiederum einen Phonogramm für die Phonemfolge /axt/. Im Netzjargon wird häufig die Ziffer 2 verwendet, weil sie im Englischen als Phonogramm für die Phoneme /tu:/ steht, welche wiederum die Homophone 'to' und 'too' repräsentieren ("2young2die").
siehe auch: Phonographie (Linguistik)